# Simone Hauswald
Simone Hauswald, née Denkinger le 3 mai 1979 à Rottweil, est une biathlète allemande. Elle compte à son palmarès sept victoires individuelles en Coupe du monde (elle a gagné sur les quatre formats de course), un petit globe de cristal (celui du sprint en 2010), deux médailles de bronze aux Jeux olympiques d'hiver de 2010 (mass start et relais) et cinq médailles aux Championnats du monde dont un titre en relais mixte.

## Carrière
Après ses débuts en Coupe du monde en 2000, elle enlève le premier succès de sa carrière lors d'un sprint à Hochfilzen (Autriche) le 12 décembre 2008. En 2009, elle obtient sa première médaille mondiale, en argent, sur le sprint à Pyeongchang. Elle effectue sa meilleure saison au cours de l'hiver 2009-2010 : elle finit ainsi deuxième du classement général de la Coupe du monde derrière sa compatriote Magdalena Neuner, en dominant la spécialité du sprint et en remportant les trois courses de l'étape d'Holmenkollen en fin de saison. Elle revient également des Jeux olympiques de Vancouver avec deux médailles de bronze sur la mass-start et sur le relais. Enfin, en mars 2010, elle est sacrée championne du monde de relais mixte avec l'équipe d'Allemagne à Khanty-Mansiïsk en clôture de la saison et met ensuite un terme à sa carrière.

## Palmarès

### Jeux olympiques
| Épreuve / Édition                         | Individuel | Sprint | Poursuite | Départ en masse                     | Relais                              |
| Jeux olympiques d'hiver de 2010 Vancouver | —          | 26e    | 16e       | Médaille de bronze, Jeux olympiques | Médaille de bronze, Jeux olympiques |

Légende :
- : troisième place, médaille de bronze
- — : pas de participation à l'épreuve

### Championnats du monde
| Mondiaux \ Épreuve          | Individuel                   | Sprint                       | Poursuite                    | Départ en masse              | Relais                       | Relais mixte                     |
| 2003 Khanty-Mansiïsk        | 4e                           | —                            | —                            | 9e                           | Médaille de bronze, monde    | Épreuve inexistante à cette date |
| 2004 Oberhof                | 9e                           | 24e                          | 52e                          | 4e                           | Médaille de bronze, monde    | Épreuve inexistante à cette date |
| 2005 Hochfilzen / Khanty-M. | —                            | 32e                          | 32e                          | —                            | —                            | 17e                              |
| 2006 Pokljuka               | Jeux olympiques de Turin     | Jeux olympiques de Turin     | Jeux olympiques de Turin     | Jeux olympiques de Turin     | Jeux olympiques de Turin     | 4e                               |
| 2007 Antholz                | —                            | —                            | —                            | —                            | —                            | 5e                               |
| 2008 Östersund              | 28e                          | —                            | —                            | —                            | —                            | —                                |
| 2009 Pyeongchang            | —                            | Médaille d'argent, monde     | 12e                          | 12e                          | —                            | Médaille de bronze, monde        |
| 2010 Khanty-Mansiïsk        | Jeux olympiques de Vancouver | Jeux olympiques de Vancouver | Jeux olympiques de Vancouver | Jeux olympiques de Vancouver | Jeux olympiques de Vancouver | Médaille d'or, monde             |

Légende :

 : première place, médaille d'or

 : deuxième place, médaille d'argent

 : troisième place, médaille de bronze

 : épreuve inexistante

### Coupe du monde
- Meilleur classement général : 2e en 2010.
- 1 petit globe de cristal : vainqueur du classement du sprint en 2010.
- 18 podiums individuels : 7 victoires, 4 deuxièmes places et 7 troisièmes places.
- 16 podiums en relais dont 6 victoires.

#### Détail des victoires individuelles
| Saison / Épreuve | Individuel         | Sprint                    | Poursuite    | Départ en masse | Total |
| 2008-2009        | Vancouver Whistler | Hochfilzen                | -            | Khanty-Mansiïsk | 3     |
| 2009-2010        | -                  | Oberhof Oslo-Holmenkollen | Holmenkollen | Holmenkollen    | 4     |
| Total            | 1                  | 3                         | 1            | 2               | 7     |

#### Classements en Coupe du monde
| Saison    | Classement général final | Individuel | Sprint | Poursuite | Mass start |
| 2000-2001 | nc                       | nc         | nc     | nc        |            |
| 2001-2002 | nc                       | nc         |        |           |            |
| 2002-2003 | 21e                      | 10e        | 22e    | 25e       | 13e        |
| 2003-2004 | 12e                      | 7e         | 12e    | 13e       | 11e        |
| 2004-2005 | 18e                      | 7e         | 27e    | 18e       | 15e        |
| 2005-2006 | 11e                      | 12e        | 7e     | 11e       | 13e        |
| 2006-2007 | 21e                      | 45e        | 24e    | 19e       | 18e        |
| 2007-2008 | 23e                      | 7e         | 22e    | 19e       | 29e        |
| 2008-2009 | 9e                       | 8e         | 12e    | 16e       | 3e         |
| 2009-2010 | 2e                       | 26e        | 1re    | 2e        | 2e         |

### Championnats du monde junior
- 1998 :
  -  Championne du monde de l'individuel.

- 1999 :
  -  Championne du monde du relais.
  -  Vice-championne du monde de l'individuel.